# Åmarken
Åmarken är ett naturreservat i Norsjö kommun i Västerbottens län.
Området är naturskyddat sedan 2007 och är 85 hektar stort. Reservatet ligger vid norra sidan av Rickleåns mynning i havet där reservatet avslutas med udden Klubben. Reservatet omfattar i söder myren Ramsarmyran och i norr av gran- och lövsumpskog.